# Приколотнянська селищна рада
Приколо́тнянська се́лищна ра́да — адміністративно-територіальна одиниця та орган місцевого самоврядування в Великобурлуцькому районі Харківської області. Адміністративний центр — селище міського типу Приколотне.

## Загальні відомості
- Приколотнянська селищна рада утворена в 1923 році.
- Територія ради: 3,49 км²
- Населення ради: 2 671 особа (станом на 2001 рік)

## Історія
27 серпня 2009 року Харківська обласна рада внесла у Великобурлуцькому районі перейменувала Приколотненську селищну раду на Приколотнянську.

## Населені пункти
Селищній раді підпорядковані населені пункти:
- смт Приколотне
- с. Гогине

## Склад ради
Рада складається з 16 депутатів та голови.
- Голова ради: Черсунов Олександр Трохимович

### Депутати
За результатами місцевих виборів 2010 року депутатами ради стали:

#### За суб'єктами висування
| Суб'єкт висування           | Кількість обраних депутатів | %    |
| --------------------------- | --------------------------- | ---- |
| Партія регіонів             | 9                           | 56,3 |
| Комуністична партія України | 3                           | 18,8 |
| Самовисування               | 3                           | 18,8 |
| Партія «Відродження»        | 1                           | 6,3  |

#### За округами
| № округу                    | Прізвище, ім'я, по батькові     | Дата визнання обраним | Освіта             | Партійна приналежність    | Відомості про обраного депутата                        |
| --------------------------- | ------------------------------- | --------------------- | ------------------ | ------------------------- | ------------------------------------------------------ |
| Комуністична партія України |                                 |                       |                    |                           |                                                        |
| 1                           | Костоглодов Юрій Васильович     | 08.11.2010            | середня            | позапартійний             | тимчасово не працює                                    |
| 7                           | Борисов Володимир Дмитрович     | 08.11.2010            | середня спеціальна | позапартійний             | тимчасово не працює                                    |
| 11                          | Тупікін Олександр Михайлович    | 08.11.2010            | середня спеціальна | позапартійний             | пенсіонер                                              |
| Партія «ВІДРОДЖЕННЯ»        |                                 |                       |                    |                           |                                                        |
| 9                           | Руденко Олена Петрівна          | 08.11.2010            | середня спеціальна | член Партії «ВІДРОДЖЕННЯ» | Південна залізниця ст. Приколотне, приймальник вантажу |
| Партія регіонів             |                                 |                       |                    |                           |                                                        |
| 2                           | Єрохіна Людмила Петрівна        | 08.11.2010            | середня спеціальна | член Партії регіонів      | Приколотнянська с/р, нач. ВУБ                          |
| 3                           | Задорожна Оксана Федорівна      | 08.11.2010            | середня спеціальна | член Партії регіонів      | Приколотнянська с/р, інспектор                         |
| 6                           | Купін Павло Петрович            | 08.11.2010            | вища               | член Партії регіонів      | ТОВ «Приколотнянський ОЕЗ», нач. майстерні             |
| 8                           | Удовіченко Наталя Миколаївна    | 08.11.2010            | середня спеціальна | член Партії регіонів      | Приколотнянське поштове відділення, начальник          |
| 10                          | Федоркова Ірина Анатоліївна     | 08.11.2010            | середня спеціальна | член Партії регіонів      | Приколотнянська с/р, секретар                          |
| 12                          | Купіна Ірина Володимирівна      | 08.11.2010            | середня спеціальна | член Партії регіонів      | приватний підприємець, керівник                        |
| 13                          | Ковбаса Віта Олександрівна      | 08.11.2010            | вища               | член Партії регіонів      | Приколотнянська с/р, головний бухгалтер                |
| 14                          | Бражник Світлана Володимирівна  | 08.11.2010            | середня спеціальна | член Партії регіонів      | приватний підприємець, керівник                        |
| 16                          | Тільний Сергій Миколайович      | 08.11.2010            | середня спеціальна | член Партії регіонів      | Приколотнянська с/р, водій                             |
| Самовисування               |                                 |                       |                    |                           |                                                        |
| 4                           | Гусєва Оксана Іванівна          | 08.11.2010            | середня спеціальна | позапартійна              | Дит. Садок"Сонечко", вихователь                        |
| 5                           | Миропольська Тетяна Федорівна   | 08.11.2010            | середня спеціальна | позапартійна              | Приколотнянська загальноосвітня школа, завуч           |
| 15                          | Ковбаса Олександр Олександрович | 08.11.2010            | вища               | позапартійний             | ПКП «Водопостач», начальник                            |